# Klękosiad

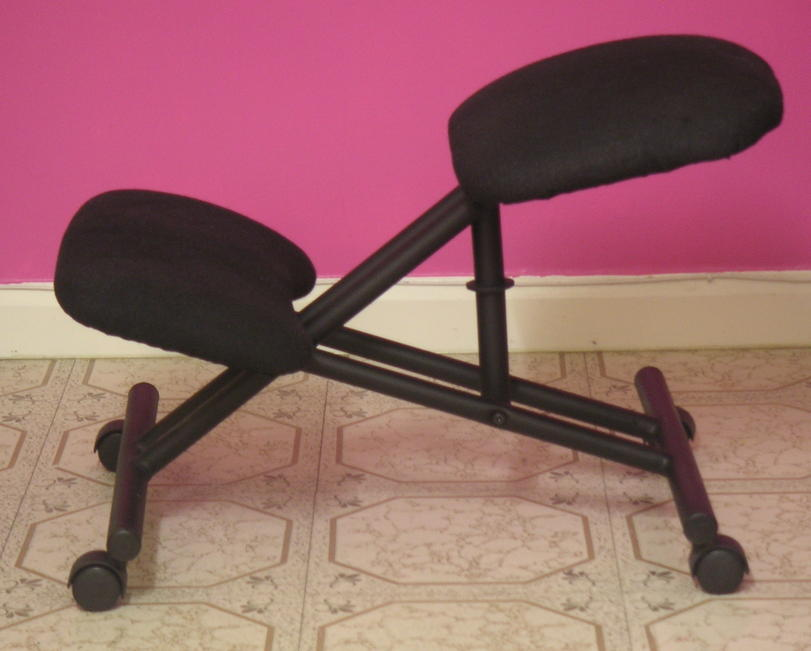
Taboret-klęcznik

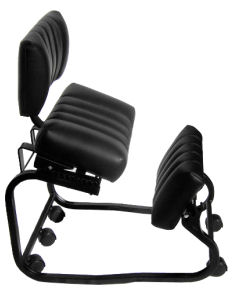

Klękosiad – forma krzesła ergonomicznego. Składa się zwykle z siedziska oraz części stanowiącej podparcie dla kolan lub goleni. Budowa klękosiadu pozwala zwykle na regulację jego wysokości poprzez zmianę kąta pomiędzy siedziskiem i podparciem. Za główną zaletę klękosiadu uważa się wymuszenie na użytkowniku pozycji wyprostowanej, korzystnej zdrowotnie oraz istotnej z punktu widzenia ergonomii pracy.
Klękosiad w języku handlowym często występuje pod nazwą taboret-klęcznik.
Inne określenia to: klęcznik komputerowy, klęcznik biurowy.